# Ospedale della Pietà
L'Ospedale della Pietà era un convent, orfenat, i escola de música situat a Venècia, a l'actual Itàlia. Igual que d'altres ospedali venecians, la Pietà va ser fundada (el 1346) com a hostatgeria per a croats. Quan les croades van perdre importància, va anar canviar gradualment per esdevenir una institució benèfica que acollia orfes i noies abandonades. Era també un lloc on els interns estudiaven música i que va guanyar un gran prestigi en aquest aspecte especialment durant els segles xvii i xviii.

## Activitat musical
Els infants podien accedir a la Pietà via l'scaffetta, una petita finestra prou gran perquè hi pogués passar un nen petit. No tots els interns eren nenes, ni eren necessàriament orfes. Durant el segle xvii, els quatre ospedali de Venècia van començar a ser reconeguts per les actuacions musicals dels cors i orquestres formats pels interns. Molts d'aquests concerts s'oferien només a un públic selecte format per personalitats importants. A mesura que la Pietà anava guanyant prestigi per la qualitat de la formació musical que s'hi oferia va començar a rebre l'ingrés d'infants relacionats (ja fos de forma legítima o il·legítima) amb famílies nobles. En les dècades més tardanes de la República veneciana, també s'acceptaven joves estudiants de música que pagaven els costos d'allotjament i escolarització.
La Pietà va produir molts músics virtuosos i en van sorgir dues compositores reconegudes: Anna Bon i Vincenta Da Ponte. La vida de les figlie di coro (que és com s'anomenava a les noies de l'hospici) podia ser molt còmoda en el cas de tenir èxit. Rebien nombrosos i valuosos regals dels seus admiradors, o eren acollides durant períodes llargs a les cases de membres de la noblesa per tal d'oferir-hi la seva música. Un cop es feien grans les noies solien ser casades amb homes de famílies nobles o benestants o bé continuaven a l'hospici exercint com a mestres.
Cada hospici tenia una orquestra d'unes trenta o quaranta membres, totes noies. A la Pietà l'orquestra va arribar a tenir fins a seixanta músics. Hi havia una important competència entre les diverses institucions per veure qui tenia la millor orquestra i oferia millors concerts. 
Un dels mestres més famosos que van exercir a la Pietà va ser el compositor Antonio Vivaldi, que hi va treballar des de 1703 a 1715, i un altre cop de 1723 a 1740. Molta de la música de Vivaldi va ser escrita per a ser interpretada per les figlie di coro.
A principis del segle xix aquests hospicis van cessar la seva activitat musical. Només el de la Pietà va seguir funcionant com a conservatori fins al 1830
.
Jean-Jacques Rousseau va plasmar les seves impressions en visitar la institució a les seves Confessions (1770):
No tinc coneixement de res tan voluptuós i emocionant com aquesta música; la riquesa de l'art, el gust exquisit de la part vocal, l'excel·lència de les veus, la precisió en l'execució, tot en aquests concerts deliciosos concorre per a produir una impressió que certament no és el model a seguir, però sóc de l'opinió que cap cor se n'escapa.
L'edifici original (mostrat damunt) és actualment un hotel-restaurant (el Metropole). L'església propera de Santa Maria della Pietà va ser construïda el 1761, dues dècades després de la mort d'Antonio Vivaldi. La façana de l'església es va acabar a principis del segle xx.

## Compositors que van exercir a l'Ospedale della Pietà
- Andrea Bernasconi
- Bonaventura Furlanetto
- Francesco Gasparini
- Alvise Grani
- Antonio Gualtieri
- Gaetano Latilla
- Antonio Martinelli
- Fulgenso Perotti
- Giovanni Porta
- Giuseppe Prota
- Johann Rosenmüller
- Giuseppe Sarti
- Giacomo Filippo Spada
- Antonio Vandini
- Antonio Vivaldi